# Brytyjski Mandat Mezopotamii
Brytyjski Mandat Mezopotamii – mandat kategorii A nadany Wielkiej Brytanii z ramienia Ligi Narodów. Został utworzony w 1920 roku na podstawie konferencji San Remo, co spowodowało wybuch szyickiego powstania. Po jego stłumieniu Brytyjczycy osadzili na tronie Fajsala I z dynastii Haszymidów.

## Ustrój
W 1923 roku Fajsal I ustanowił w Iraku monarchię konstytucyjną, z dwuizbowym parlamentem i rządem kierowanym przez radę ministrów arabskich pod nadzorem brytyjskiego wysokiego komisarza.

## Brytyjscy wysocy komisarze
- Percy Zachariah Cox (1920–1923)
- Henry Robert Conway Dobbs (1923–1928)
- Gilbert Falkingham Clayton (1928–1929)
- Francis Humphrys (1929–1932)